# I. e. 74
Évszázadok: i. e. 2. század – i. e. 1. század – 1. század
Évtizedek: i. e. 120-as évek – i. e. 110-es évek – i. e. 100-as évek – i. e. 90-es évek – i. e. 80-as évek – i. e. 70-es évek – i. e. 60-as évek – i. e. 50-es évek – i. e. 40-es évek – i. e. 30-as évek – i. e. 20-as évek
Évek: i. e. 79 – i. e. 78 – i. e. 77 – i. e. 76 –  i. e. 75 – i. e. 74 – i. e. 73 – i. e. 72 – i. e. 71 – i. e. 70 – i. e. 69

## Események

### Róma
- Marcus Aurelius Cottát és Lucius Licinius Lucullust választják consulnak.
- Lucius Quinctius néptribunus folytatja az agitációt Sulla alkotmányos reformjai ellen, politikai befolyásoltsággal vádolja a bíróságot és konfliktusba kerül Lucullus consullal.
- IV. Nikomédész bithüniai király meghal és végakaratában a Római Köztársaságra hagyományozza országát. VI. Mithridatész pontoszi király Nikomédész fiainak jogaira hivatkozva nem ismeri el a végrendeletet és megszállja Bithüniát. Elkezdődik a harmadik mithridatészi háború.
- Mindkét consult Kis-Ázsiába küldik. Lucullus Phrygián keresztül vonul a hadseregével Pontosz felé, Aurelius Cotta pedig a flottát kapja.
- Mithridatész gyorsan reagálva meglepi a Chalcedonban állomásozó római flottát, szárazföldön és tengeren is győzelmet arat és beszorítja Cottát a városba.
- A sertoriusi háborúban Metellus és Pompeius két légiónyi erősítést kap és Közép-Hispániában sorra ostromolják a keltiberek városait. Pompeius elfoglalja Caucát, de Sertorius közeledtére fel kell adnia Pallantia ostromát. Metellus megszállja Bilbilist és Segóbrigát. Az év végén együtt veszik ostrom alá Calagurrist, de nem járnak sikerrel.
- Marcus Antonius praetor azt a feladatot kapja, hogy tisztítsa meg a Földközi-tengert a kalózoktól. Több éves ténykedés után kudarcot vall, egyrészt maga fosztja ki azokat a régiókat, amelyeket meg kellene védenie, másrészt i. e. 71-ben súlyos vereséget szenved a kalózokkal szövetkező krétaiaktól. A közvélemény ezért a gúnyolódó Creticus melléknévvel ruházza fel.
- Az i. e. 96-ban Róma fennhatósága alá került, de a helyi nemesség kormányzására bízott Cyrenaica helyzete a zsidó betelepülők lázongása miatt instabillá válik, ezért Cornelius Lentulus Marcellinus queastort küldik a helyszínre, aki római provinciává szervezi át az országot.

### Kína
- Húsz éves korában fiúutód nélkül meghal Csao kínai császár, aki még gyermekként került a trónra. Huo Kuang régens Vu császár egyik unokáját, Liu Hót szemeli ki császárnak, aki azonban a hagyományokat felrúgva a gyász ideje alatt is tivornyázik és barátait nevezi ki a fontos kormányzati posztokra. Huo Kuang mindössze 27 napos uralkodás után lemondatja Liu Hót (aki a hivatalos császárlistába sem kerül be) és helyette egy korábbi bukott trónörökös fiát, a 17 éves Liu Ping-jit ülteti a trónra, aki a Hszüan uralkodói nevet veszi fel.

## Halálozások
- Han Csao-ti, kínai császár
- IV. Nikomédész, bithüniai király

## Fordítás
- Ez a szócikk részben vagy egészben  a(z)   74 av. J.-C. című francia Wikipédia-szócikk ezen változatának fordításán alapul.  Az eredeti cikk szerkesztőit annak laptörténete sorolja fel. Ez a jelzés csupán a megfogalmazás eredetét és a szerzői jogokat jelzi, nem szolgál a cikkben szereplő információk forrásmegjelöléseként.